# Arctic Race of Norway 2024
L'Arctic Race of Norway 2024 est la 11e édition de cette course cycliste masculine sur route. Elle a lieu du 4 au 7 août 2024 en Norvège entre Bodø et Bodø et fait partie du calendrier UCI ProSeries 2024, le deuxième niveau mondial, en catégorie 2.Pro.

## Présentation

### Équipes
| WorldTeams (5)- Arkéa-B&B Hotels - Cofidis - Astana Qazaqstan Team - Team dsm-firmenich PostNL - Team Jayco AlUla ProTeams (12)- Bingoal WB - Equipo Kern Pharma - Israel-Premier Tech - Lotto Dstny - Q36.5 Pro Cycling Team - TDT-Unibet - VF Group-Bardiani CSF-Faizané - Team Flanders-Baloise - Team Novo Nordisk - TotalEnergies - Tudor Pro Cycling Team - Uno-X Mobility Équipe continentale- Team Coop-Repsol |
| |

### Étapes
| Étape     | Date   | Villes étapes           | type            | Distance (km) | Dénivelé (m) | Vainqueur d'étape   | Leader du classement général |
| --------- | ------ | ----------------------- | --------------- | ------------- | ------------ | ------------------- | ---------------------------- |
| 1re étape | 4 août | Bodø – Rognan           | étape de plaine | 157           | 2 367 m      | Alexander Kristoff  | Alexander Kristoff           |
| 2e étape  | 5 août | Beiarn – Fauske         | étape vallonnée | 175           | 2 671 m      | Alexander Kristoff  | Alexander Kristoff           |
| 3e étape  | 6 août | Tverlandet – Sulitjelma | étape vallonnée | 155           | 2 583 m      | Kamiel Bonneu       | Magnus Cort Nielsen          |
| 4e étape  | 7 août | Glomfjord – Bodø        | étape vallonnée | 156           | 1 838 m      | Magnus Cort Nielsen | Magnus Cort Nielsen          |

## Déroulement de la course

### 1reétape
| \| Classement de l'étape \| Classement de l'étape \| Classement de l'étape \| Classement de l'étape \| Classement de l'étape \| \| Coureur \| Coureur \| Pays \| Équipe \| Temps \| \| --------------------- \| --------------------- \| --------------------- \| ---------------------- \| --------------------- \| \| 1er \| Alexander Kristoff \| Norvège \| Uno-X Mobility \| 3 h 43 min 32 s \| \| 2e \| Milan Fretin \| Belgique \| Cofidis \| + 0 s \| \| 3e \| Tom Van Asbroeck \| Belgique \| Israel-Premier Tech \| + 0 s \| \| 4e \| Émilien Jeannière \| France \| TotalEnergies \| + 0 s \| \| 5e \| Jenthe Biermans \| Belgique \| Arkéa-B&B Hotels \| + 0 s \| \| 6e \| Max Kanter \| Allemagne \| Astana Qazaqstan Team \| + 0 s \| \| 7e \| Magnus Cort Nielsen \| Danemark \| Uno-X Mobility \| + 0 s \| \| 8e \| Fabio Christen \| Suisse \| Q36.5 Pro Cycling Team \| + 0 s \| \| 9e \| Gilles De Wilde \| Belgique \| Team Flanders-Baloise \| + 0 s \| \| 10e \| Matyáš Kopecký \| Tchéquie \| Team Novo Nordisk \| + 0 s \| |                     |           |                        |                 |
| |                     |           |                        |                 |
| Source : ProCyclingStats |                     |           |                        |                 |
| Classement de l'étape |                     |           |                        |                 |
| Coureur | Coureur             | Pays      | Équipe                 | Temps           |
| 1er | Alexander Kristoff  | Norvège   | Uno-X Mobility         | 3 h 43 min 32 s |
| 2e | Milan Fretin        | Belgique  | Cofidis                | + 0 s           |
| 3e | Tom Van Asbroeck    | Belgique  | Israel-Premier Tech    | + 0 s           |
| 4e | Émilien Jeannière   | France    | TotalEnergies          | + 0 s           |
| 5e | Jenthe Biermans     | Belgique  | Arkéa-B&B Hotels       | + 0 s           |
| 6e | Max Kanter          | Allemagne | Astana Qazaqstan Team  | + 0 s           |
| 7e | Magnus Cort Nielsen | Danemark  | Uno-X Mobility         | + 0 s           |
| 8e | Fabio Christen      | Suisse    | Q36.5 Pro Cycling Team | + 0 s           |
| 9e | Gilles De Wilde     | Belgique  | Team Flanders-Baloise  | + 0 s           |
| 10e | Matyáš Kopecký      | Tchéquie  | Team Novo Nordisk      | + 0 s           |

| \| Classement général \| Classement général \| Classement général \| Classement général \| Classement général \| \| Coureur \| Coureur \| Pays \| Équipe \| Temps \| \| ------------------ \| ------------------- \| ------------------ \| ------------------------- \| ------------------ \| \| 1er \| Alexander Kristoff \| Norvège \| Uno-X Mobility \| 3 h 43 min 22 s \| \| 2e \| Milan Fretin \| Belgique \| Cofidis \| + 4 s \| \| 3e \| Pascal Eenkhoorn \| Pays-Bas \| Lotto Dstny \| + 4 s \| \| 4e \| Tom Van Asbroeck \| Belgique \| Israel-Premier Tech \| + 6 s \| \| 5e \| Mikel Retegi \| Espagne \| Equipo Kern Pharma \| + 6 s \| \| 6e \| Magnus Cort Nielsen \| Danemark \| Uno-X Mobility \| + 7 s \| \| 7e \| Mauro Schmid \| Suisse \| Team Jayco AlUla \| + 8 s \| \| 8e \| Kevin Vermaerke \| États-Unis \| Team dsm-firmenich PostNL \| + 9 s \| \| 9e \| Émilien Jeannière \| France \| TotalEnergies \| + 10 s \| \| 10e \| Jenthe Biermans \| Belgique \| Arkéa-B&B Hotels \| + 10 s \| |                     |            |                           |                 |
| |                     |            |                           |                 |
| Source : ProCyclingStats |                     |            |                           |                 |
| Classement général |                     |            |                           |                 |
| Coureur | Coureur             | Pays       | Équipe                    | Temps           |
| 1er | Alexander Kristoff  | Norvège    | Uno-X Mobility            | 3 h 43 min 22 s |
| 2e | Milan Fretin        | Belgique   | Cofidis                   | + 4 s           |
| 3e | Pascal Eenkhoorn    | Pays-Bas   | Lotto Dstny               | + 4 s           |
| 4e | Tom Van Asbroeck    | Belgique   | Israel-Premier Tech       | + 6 s           |
| 5e | Mikel Retegi        | Espagne    | Equipo Kern Pharma        | + 6 s           |
| 6e | Magnus Cort Nielsen | Danemark   | Uno-X Mobility            | + 7 s           |
| 7e | Mauro Schmid        | Suisse     | Team Jayco AlUla          | + 8 s           |
| 8e | Kevin Vermaerke     | États-Unis | Team dsm-firmenich PostNL | + 9 s           |
| 9e | Émilien Jeannière   | France     | TotalEnergies             | + 10 s          |
| 10e | Jenthe Biermans     | Belgique   | Arkéa-B&B Hotels          | + 10 s          |

### 2eétape
| \| Classement de l'étape \| Classement de l'étape \| Classement de l'étape \| Classement de l'étape \| Classement de l'étape \| \| Coureur \| Coureur \| Pays \| Équipe \| Temps \| \| --------------------- \| --------------------- \| --------------------- \| ---------------------- \| --------------------- \| \| 1er \| Alexander Kristoff \| Norvège \| Uno-X Mobility \| 4 h 05 min 38 s \| \| 2e \| Tom Van Asbroeck \| Belgique \| Israel-Premier Tech \| + 0 s \| \| 3e \| Magnus Cort Nielsen \| Danemark \| Uno-X Mobility \| + 0 s \| \| 4e \| Émilien Jeannière \| France \| TotalEnergies \| + 0 s \| \| 5e \| Max Kanter \| Allemagne \| Astana Qazaqstan Team \| + 0 s \| \| 6e \| Lionel Taminiaux \| Belgique \| Lotto Dstny \| + 0 s \| \| 7e \| Fabio Christen \| Suisse \| Q36.5 Pro Cycling Team \| + 0 s \| \| 8e \| Louis Blouwe \| Belgique \| Bingoal WB \| + 0 s \| \| 9e \| Davide De Pretto \| Italie \| Team Jayco AlUla \| + 0 s \| \| 10e \| Francisco Galván \| Espagne \| Equipo Kern Pharma \| + 0 s \| |                     |           |                        |                 |
| |                     |           |                        |                 |
| Source : ProCyclingStats |                     |           |                        |                 |
| Classement de l'étape |                     |           |                        |                 |
| Coureur | Coureur             | Pays      | Équipe                 | Temps           |
| 1er | Alexander Kristoff  | Norvège   | Uno-X Mobility         | 4 h 05 min 38 s |
| 2e | Tom Van Asbroeck    | Belgique  | Israel-Premier Tech    | + 0 s           |
| 3e | Magnus Cort Nielsen | Danemark  | Uno-X Mobility         | + 0 s           |
| 4e | Émilien Jeannière   | France    | TotalEnergies          | + 0 s           |
| 5e | Max Kanter          | Allemagne | Astana Qazaqstan Team  | + 0 s           |
| 6e | Lionel Taminiaux    | Belgique  | Lotto Dstny            | + 0 s           |
| 7e | Fabio Christen      | Suisse    | Q36.5 Pro Cycling Team | + 0 s           |
| 8e | Louis Blouwe        | Belgique  | Bingoal WB             | + 0 s           |
| 9e | Davide De Pretto    | Italie    | Team Jayco AlUla       | + 0 s           |
| 10e | Francisco Galván    | Espagne   | Equipo Kern Pharma     | + 0 s           |

| \| Classement général \| Classement général \| Classement général \| Classement général \| Classement général \| \| Coureur \| Coureur \| Pays \| Équipe \| Temps \| \| ------------------ \| ------------------- \| ------------------ \| ------------------------- \| ------------------ \| \| 1er \| Alexander Kristoff \| Norvège \| Uno-X Mobility \| 7 h 48 min 50 s \| \| 2e \| Tom Van Asbroeck \| Belgique \| Israel-Premier Tech \| + 10 s \| \| 3e \| Magnus Cort Nielsen \| Danemark \| Uno-X Mobility \| + 13 s \| \| 4e \| Pascal Eenkhoorn \| Pays-Bas \| Lotto Dstny \| + 14 s \| \| 5e \| Mauro Schmid \| Suisse \| Team Jayco AlUla \| + 15 s \| \| 6e \| Mikel Retegi \| Espagne \| Equipo Kern Pharma \| + 16 s \| \| 7e \| Kevin Vermaerke \| États-Unis \| Team dsm-firmenich PostNL \| + 18 s \| \| 8e \| Mathieu Burgaudeau \| France \| TotalEnergies \| + 18 s \| \| 9e \| Émilien Jeannière \| France \| TotalEnergies \| + 20 s \| \| 10e \| Max Kanter \| Allemagne \| Astana Qazaqstan Team \| + 20 s \| |                     |            |                           |                 |
| |                     |            |                           |                 |
| Source : ProCyclingStats |                     |            |                           |                 |
| Classement général |                     |            |                           |                 |
| Coureur | Coureur             | Pays       | Équipe                    | Temps           |
| 1er | Alexander Kristoff  | Norvège    | Uno-X Mobility            | 7 h 48 min 50 s |
| 2e | Tom Van Asbroeck    | Belgique   | Israel-Premier Tech       | + 10 s          |
| 3e | Magnus Cort Nielsen | Danemark   | Uno-X Mobility            | + 13 s          |
| 4e | Pascal Eenkhoorn    | Pays-Bas   | Lotto Dstny               | + 14 s          |
| 5e | Mauro Schmid        | Suisse     | Team Jayco AlUla          | + 15 s          |
| 6e | Mikel Retegi        | Espagne    | Equipo Kern Pharma        | + 16 s          |
| 7e | Kevin Vermaerke     | États-Unis | Team dsm-firmenich PostNL | + 18 s          |
| 8e | Mathieu Burgaudeau  | France     | TotalEnergies             | + 18 s          |
| 9e | Émilien Jeannière   | France     | TotalEnergies             | + 20 s          |
| 10e | Max Kanter          | Allemagne  | Astana Qazaqstan Team     | + 20 s          |

### 3eétape
| \| Classement de l'étape \| Classement de l'étape \| Classement de l'étape \| Classement de l'étape \| Classement de l'étape \| \| Coureur \| Coureur \| Pays \| Équipe \| Temps \| \| --------------------- \| --------------------- \| --------------------- \| ------------------------- \| --------------------- \| \| 1er \| Kamiel Bonneu \| Belgique \| Team Flanders-Baloise \| 3 h 51 min 55 s \| \| 2e \| Magnus Cort Nielsen \| Danemark \| Uno-X Mobility \| + 2 s \| \| 3e \| Kevin Vermaerke \| États-Unis \| Team dsm-firmenich PostNL \| + 2 s \| \| 4e \| Joseph Blackmore \| Royaume-Uni \| Israel-Premier Tech \| + 2 s \| \| 5e \| Clément Champoussin \| France \| Arkéa-B&B Hotels \| + 2 s \| \| 6e \| Nick Schultz \| Australie \| Israel-Premier Tech \| + 2 s \| \| 7e \| Lars Craps \| Belgique \| Team Flanders-Baloise \| + 2 s \| \| 8e \| Mauro Schmid \| Suisse \| Team Jayco AlUla \| + 2 s \| \| 9e \| Unai Iribar \| Espagne \| Equipo Kern Pharma \| + 2 s \| \| 10e \| Fabio Christen \| Suisse \| Q36.5 Pro Cycling Team \| + 2 s \| |                     |             |                           |                 |
| |                     |             |                           |                 |
| Source : ProCyclingStats |                     |             |                           |                 |
| Classement de l'étape |                     |             |                           |                 |
| Coureur | Coureur             | Pays        | Équipe                    | Temps           |
| 1er | Kamiel Bonneu       | Belgique    | Team Flanders-Baloise     | 3 h 51 min 55 s |
| 2e | Magnus Cort Nielsen | Danemark    | Uno-X Mobility            | + 2 s           |
| 3e | Kevin Vermaerke     | États-Unis  | Team dsm-firmenich PostNL | + 2 s           |
| 4e | Joseph Blackmore    | Royaume-Uni | Israel-Premier Tech       | + 2 s           |
| 5e | Clément Champoussin | France      | Arkéa-B&B Hotels          | + 2 s           |
| 6e | Nick Schultz        | Australie   | Israel-Premier Tech       | + 2 s           |
| 7e | Lars Craps          | Belgique    | Team Flanders-Baloise     | + 2 s           |
| 8e | Mauro Schmid        | Suisse      | Team Jayco AlUla          | + 2 s           |
| 9e | Unai Iribar         | Espagne     | Equipo Kern Pharma        | + 2 s           |
| 10e | Fabio Christen      | Suisse      | Q36.5 Pro Cycling Team    | + 2 s           |

| \| Classement général \| Classement général \| Classement général \| Classement général \| Classement général \| \| Coureur \| Coureur \| Pays \| Équipe \| Temps \| \| ------------------ \| ------------------- \| ------------------ \| ------------------------- \| ------------------ \| \| 1er \| Magnus Cort Nielsen \| Danemark \| Uno-X Mobility \| 11 h 40 min 54 s \| \| 2e \| Kamiel Bonneu \| Belgique \| Team Flanders-Baloise \| + 1 s \| \| 3e \| Kevin Vermaerke \| États-Unis \| Team dsm-firmenich PostNL \| + 7 s \| \| 4e \| Mauro Schmid \| Suisse \| Team Jayco AlUla \| + 8 s \| \| 5e \| Fabio Christen \| Suisse \| Q36.5 Pro Cycling Team \| + 13 s \| \| 6e \| Lander Loockx \| Belgique \| TDT-Unibet \| + 13 s \| \| 7e \| Clément Champoussin \| France \| Arkéa-B&B Hotels \| + 13 s \| \| 8e \| Joseph Blackmore \| Royaume-Uni \| Israel-Premier Tech \| + 13 s \| \| 9e \| Floris De Tier \| Belgique \| Bingoal WB \| + 13 s \| \| 10e \| Lars Craps \| Belgique \| Team Flanders-Baloise \| + 13 s \| |                     |             |                           |                  |
| |                     |             |                           |                  |
| Source : ProCyclingStats |                     |             |                           |                  |
| Classement général |                     |             |                           |                  |
| Coureur | Coureur             | Pays        | Équipe                    | Temps            |
| 1er | Magnus Cort Nielsen | Danemark    | Uno-X Mobility            | 11 h 40 min 54 s |
| 2e | Kamiel Bonneu       | Belgique    | Team Flanders-Baloise     | + 1 s            |
| 3e | Kevin Vermaerke     | États-Unis  | Team dsm-firmenich PostNL | + 7 s            |
| 4e | Mauro Schmid        | Suisse      | Team Jayco AlUla          | + 8 s            |
| 5e | Fabio Christen      | Suisse      | Q36.5 Pro Cycling Team    | + 13 s           |
| 6e | Lander Loockx       | Belgique    | TDT-Unibet                | + 13 s           |
| 7e | Clément Champoussin | France      | Arkéa-B&B Hotels          | + 13 s           |
| 8e | Joseph Blackmore    | Royaume-Uni | Israel-Premier Tech       | + 13 s           |
| 9e | Floris De Tier      | Belgique    | Bingoal WB                | + 13 s           |
| 10e | Lars Craps          | Belgique    | Team Flanders-Baloise     | + 13 s           |

### 4eétape
| \| Classement de l'étape \| Classement de l'étape \| Classement de l'étape \| Classement de l'étape \| Classement de l'étape \| \| Coureur \| Coureur \| Pays \| Équipe \| Temps \| \| --------------------- \| --------------------- \| --------------------- \| ------------------------- \| --------------------- \| \| 1er \| Magnus Cort Nielsen \| Danemark \| Uno-X Mobility \| 3 h 19 min 01 s \| \| 2e \| Clément Champoussin \| France \| Arkéa-B&B Hotels \| + 0 s \| \| 3e \| Fabio Christen \| Suisse \| Q36.5 Pro Cycling Team \| + 2 s \| \| 4e \| Jenno Berckmoes \| Belgique \| Lotto Dstny \| + 2 s \| \| 5e \| Mauro Schmid \| Suisse \| Team Jayco AlUla \| + 2 s \| \| 6e \| Kevin Vermaerke \| États-Unis \| Team dsm-firmenich PostNL \| + 2 s \| \| 7e \| Mathieu Burgaudeau \| France \| TotalEnergies \| + 8 s \| \| 8e \| Gianluca Brambilla \| Italie \| Q36.5 Pro Cycling Team \| + 8 s \| \| 9e \| Floris De Tier \| Belgique \| Bingoal WB \| + 8 s \| \| 10e \| Christian Scaroni \| Italie \| Astana Qazaqstan Team \| + 8 s \| |                     |            |                           |                 |
| |                     |            |                           |                 |
| Source : ProCyclingStats |                     |            |                           |                 |
| Classement de l'étape |                     |            |                           |                 |
| Coureur | Coureur             | Pays       | Équipe                    | Temps           |
| 1er | Magnus Cort Nielsen | Danemark   | Uno-X Mobility            | 3 h 19 min 01 s |
| 2e | Clément Champoussin | France     | Arkéa-B&B Hotels          | + 0 s           |
| 3e | Fabio Christen      | Suisse     | Q36.5 Pro Cycling Team    | + 2 s           |
| 4e | Jenno Berckmoes     | Belgique   | Lotto Dstny               | + 2 s           |
| 5e | Mauro Schmid        | Suisse     | Team Jayco AlUla          | + 2 s           |
| 6e | Kevin Vermaerke     | États-Unis | Team dsm-firmenich PostNL | + 2 s           |
| 7e | Mathieu Burgaudeau  | France     | TotalEnergies             | + 8 s           |
| 8e | Gianluca Brambilla  | Italie     | Q36.5 Pro Cycling Team    | + 8 s           |
| 9e | Floris De Tier      | Belgique   | Bingoal WB                | + 8 s           |
| 10e | Christian Scaroni   | Italie     | Astana Qazaqstan Team     | + 8 s           |

## Classements finals

### Classement général final
| \| Classement général \| Classement général \| Classement général \| Classement général \| Classement général \| \| Coureur \| Coureur \| Pays \| Équipe \| Temps \| \| ------------------ \| ------------------- \| ------------------ \| ------------------------- \| ------------------ \| \| 1er \| Magnus Cort Nielsen \| Danemark \| Uno-X Mobility \| 14 h 59 min 45 s \| \| 2e \| Clément Champoussin \| France \| Arkéa-B&B Hotels \| + 17 s \| \| 3e \| Kevin Vermaerke \| États-Unis \| Team dsm-firmenich PostNL \| + 19 s \| \| 4e \| Mauro Schmid \| Suisse \| Team Jayco AlUla \| + 20 s \| \| 5e \| Fabio Christen \| Suisse \| Q36.5 Pro Cycling Team \| + 21 s \| \| 6e \| Kamiel Bonneu \| Belgique \| Team Flanders-Baloise \| + 22 s \| \| 7e \| Jenno Berckmoes \| Belgique \| Lotto Dstny \| + 30 s \| \| 8e \| Lander Loockx \| Belgique \| TDT-Unibet \| + 31 s \| \| 9e \| Floris De Tier \| Belgique \| Bingoal WB \| + 31 s \| \| 10e \| Joseph Blackmore \| Royaume-Uni \| Israel-Premier Tech \| + 34 s \| |                     |             |                           |                  |
| |                     |             |                           |                  |
| Source : ProCyclingStats |                     |             |                           |                  |
| Classement général |                     |             |                           |                  |
| Coureur | Coureur             | Pays        | Équipe                    | Temps            |
| 1er | Magnus Cort Nielsen | Danemark    | Uno-X Mobility            | 14 h 59 min 45 s |
| 2e | Clément Champoussin | France      | Arkéa-B&B Hotels          | + 17 s           |
| 3e | Kevin Vermaerke     | États-Unis  | Team dsm-firmenich PostNL | + 19 s           |
| 4e | Mauro Schmid        | Suisse      | Team Jayco AlUla          | + 20 s           |
| 5e | Fabio Christen      | Suisse      | Q36.5 Pro Cycling Team    | + 21 s           |
| 6e | Kamiel Bonneu       | Belgique    | Team Flanders-Baloise     | + 22 s           |
| 7e | Jenno Berckmoes     | Belgique    | Lotto Dstny               | + 30 s           |
| 8e | Lander Loockx       | Belgique    | TDT-Unibet                | + 31 s           |
| 9e | Floris De Tier      | Belgique    | Bingoal WB                | + 31 s           |
| 10e | Joseph Blackmore    | Royaume-Uni | Israel-Premier Tech       | + 34 s           |

| Classement par points | Classement par points | Classement par points | Classement par points     | Classement par points |
| Coureur               | Coureur               | Pays                  | Équipe                    | Points                |
| --------------------- | --------------------- | --------------------- | ------------------------- | --------------------- |
| 1er                   | Magnus Cort Nielsen   | Danemark              | Uno-X Mobility            | 43 pts                |
| 2e                    | Alexander Kristoff    | Norvège               | Uno-X Mobility            | 30 pts                |
| 3e                    | Tom Van Asbroeck      | Belgique              | Israel-Premier Tech       | 21 pts                |
| 4e                    | Clément Champoussin   | France                | Arkéa-B&B Hotels          | 18 pts                |
| 5e                    | Fabio Christen        | Suisse                | Q36.5 Pro Cycling Team    | 17 pts                |
| 6e                    | Kevin Vermaerke       | États-Unis            | Team dsm-firmenich PostNL | 16 pts                |
| 7e                    | Kamiel Bonneu         | Belgique              | Team Flanders-Baloise     | 15 pts                |
| 8e                    | Mauro Schmid          | Suisse                | Team Jayco AlUla          | 14 pts                |
| 9e                    | Émilien Jeannière     | France                | TotalEnergies             | 14 pts                |
| 10e                   | Max Kanter            | Allemagne             | Astana Qazaqstan Team     | 11 pts                |

| Classement par points | Classement par points | Classement par points | Classement par points     | Classement par points |
| Coureur               | Coureur               | Pays                  | Équipe                    | Points                |
| --------------------- | --------------------- | --------------------- | ------------------------- | --------------------- |
| 1er                   | Magnus Cort Nielsen   | Danemark              | Uno-X Mobility            | 43 pts                |
| 2e                    | Alexander Kristoff    | Norvège               | Uno-X Mobility            | 30 pts                |
| 3e                    | Tom Van Asbroeck      | Belgique              | Israel-Premier Tech       | 21 pts                |
| 4e                    | Clément Champoussin   | France                | Arkéa-B&B Hotels          | 18 pts                |
| 5e                    | Fabio Christen        | Suisse                | Q36.5 Pro Cycling Team    | 17 pts                |
| 6e                    | Kevin Vermaerke       | États-Unis            | Team dsm-firmenich PostNL | 16 pts                |
| 7e                    | Kamiel Bonneu         | Belgique              | Team Flanders-Baloise     | 15 pts                |
| 8e                    | Mauro Schmid          | Suisse                | Team Jayco AlUla          | 14 pts                |
| 9e                    | Émilien Jeannière     | France                | TotalEnergies             | 14 pts                |
| 10e                   | Max Kanter            | Allemagne             | Astana Qazaqstan Team     | 11 pts                |

| Classement de la montagne | Classement de la montagne | Classement de la montagne | Classement de la montagne | Classement de la montagne |
| Coureur                   | Coureur                   | Pays                      | Équipe                    | Points                    |
| ------------------------- | ------------------------- | ------------------------- | ------------------------- | ------------------------- |
| 1er                       | Jelle Johannink           | Pays-Bas                  | TDT-Unibet                | 40 pts                    |
| 2e                        | Magnus Cort Nielsen       | Danemark                  | Uno-X Mobility            | 20 pts                    |
| 3e                        | Kamiel Bonneu             | Belgique                  | Team Flanders-Baloise     | 16 pts                    |
| 4e                        | Simon Pellaud             | Suisse                    | Tudor Pro Cycling Team    | 13 pts                    |
| 5e                        | Logan Currie              | Nouvelle-Zélande          | Lotto Dstny               | 9 pts                     |
| 6e                        | Kalle Kvam                | Norvège                   | Team Coop-Repsol          | 7 pts                     |
| 7e                        | Clément Champoussin       | France                    | Arkéa-B&B Hotels          | 6 pts                     |
| 8e                        | Kevin Vermaerke           | États-Unis                | Team dsm-firmenich PostNL | 6 pts                     |
| 9e                        | Alessandro Perracchione   | Italie                    | Team Novo Nordisk         | 5 pts                     |
| 10e                       | Gilles De Wilde           | Belgique                  | Team Flanders-Baloise     | 5 pts                     |

| Classement de la montagne | Classement de la montagne | Classement de la montagne | Classement de la montagne | Classement de la montagne |
| Coureur                   | Coureur                   | Pays                      | Équipe                    | Points                    |
| ------------------------- | ------------------------- | ------------------------- | ------------------------- | ------------------------- |
| 1er                       | Jelle Johannink           | Pays-Bas                  | TDT-Unibet                | 40 pts                    |
| 2e                        | Magnus Cort Nielsen       | Danemark                  | Uno-X Mobility            | 20 pts                    |
| 3e                        | Kamiel Bonneu             | Belgique                  | Team Flanders-Baloise     | 16 pts                    |
| 4e                        | Simon Pellaud             | Suisse                    | Tudor Pro Cycling Team    | 13 pts                    |
| 5e                        | Logan Currie              | Nouvelle-Zélande          | Lotto Dstny               | 9 pts                     |
| 6e                        | Kalle Kvam                | Norvège                   | Team Coop-Repsol          | 7 pts                     |
| 7e                        | Clément Champoussin       | France                    | Arkéa-B&B Hotels          | 6 pts                     |
| 8e                        | Kevin Vermaerke           | États-Unis                | Team dsm-firmenich PostNL | 6 pts                     |
| 9e                        | Alessandro Perracchione   | Italie                    | Team Novo Nordisk         | 5 pts                     |
| 10e                       | Gilles De Wilde           | Belgique                  | Team Flanders-Baloise     | 5 pts                     |

| Classement du meilleur jeune | Classement du meilleur jeune | Classement du meilleur jeune | Classement du meilleur jeune | Classement du meilleur jeune |
| Coureur                      | Coureur                      | Pays                         | Équipe                       | Temps                        |
| ---------------------------- | ---------------------------- | ---------------------------- | ---------------------------- | ---------------------------- |
| 1er                          | Kevin Vermaerke              | États-Unis                   | Team dsm-firmenich PostNL    | 15 h 00 min 04 s             |
| 2e                           | Mauro Schmid                 | Suisse                       | Team Jayco AlUla             | + 1 s                        |
| 3e                           | Fabio Christen               | Suisse                       | Q36.5 Pro Cycling Team       | + 2 s                        |
| 4e                           | Kamiel Bonneu                | Belgique                     | Team Flanders-Baloise        | + 3 s                        |
| 5e                           | Jenno Berckmoes              | Belgique                     | Lotto Dstny                  | + 11 s                       |
| 6e                           | Joseph Blackmore             | Royaume-Uni                  | Israel-Premier Tech          | + 15 s                       |
| 7e                           | Lars Craps                   | Belgique                     | Team Flanders-Baloise        | + 20 s                       |
| 8e                           | Anders Foldager              | Danemark                     | Team Jayco AlUla             | + 23 s                       |
| 9e                           | Harrison Wood                | Royaume-Uni                  | Cofidis                      | + 26 s                       |
| 10e                          | Mikel Retegi                 | Espagne                      | Equipo Kern Pharma           | + 47 s                       |

| Classement du meilleur jeune | Classement du meilleur jeune | Classement du meilleur jeune | Classement du meilleur jeune | Classement du meilleur jeune |
| Coureur                      | Coureur                      | Pays                         | Équipe                       | Temps                        |
| ---------------------------- | ---------------------------- | ---------------------------- | ---------------------------- | ---------------------------- |
| 1er                          | Kevin Vermaerke              | États-Unis                   | Team dsm-firmenich PostNL    | 15 h 00 min 04 s             |
| 2e                           | Mauro Schmid                 | Suisse                       | Team Jayco AlUla             | + 1 s                        |
| 3e                           | Fabio Christen               | Suisse                       | Q36.5 Pro Cycling Team       | + 2 s                        |
| 4e                           | Kamiel Bonneu                | Belgique                     | Team Flanders-Baloise        | + 3 s                        |
| 5e                           | Jenno Berckmoes              | Belgique                     | Lotto Dstny                  | + 11 s                       |
| 6e                           | Joseph Blackmore             | Royaume-Uni                  | Israel-Premier Tech          | + 15 s                       |
| 7e                           | Lars Craps                   | Belgique                     | Team Flanders-Baloise        | + 20 s                       |
| 8e                           | Anders Foldager              | Danemark                     | Team Jayco AlUla             | + 23 s                       |
| 9e                           | Harrison Wood                | Royaume-Uni                  | Cofidis                      | + 26 s                       |
| 10e                          | Mikel Retegi                 | Espagne                      | Equipo Kern Pharma           | + 47 s                       |

| Classement par équipes | Classement par équipes        | Classement par équipes | Classement par équipes |
| Équipe                 | Équipe                        | Pays                   | Temps                  |
| ---------------------- | ----------------------------- | ---------------------- | ---------------------- |
| 1re                    | Team Jayco AlUla              | Australie              | 45 h 01 min 17 s       |
| 2e                     | Cofidis                       | France                 | + 19 s                 |
| 3e                     | Israel-Premier Tech           | Israël                 | + 57 s                 |
| 4e                     | Q36.5 Pro Cycling Team        | Suisse                 | + 1 min 34 s           |
| 5e                     | Lotto Dstny                   | Belgique               | + 1 min 57 s           |
| 6e                     | Uno-X Mobility                | Norvège                | + 2 min 28 s           |
| 7e                     | Tudor Pro Cycling Team        | Suisse                 | + 2 min 43 s           |
| 8e                     | Arkéa-B&B Hotels              | France                 | + 2 min 44 s           |
| 9e                     | Equipo Kern Pharma            | Espagne                | + 2 min 59 s           |
| 10e                    | VF Group-Bardiani CSF-Faizané | Italie                 | + 3 min 09 s           |

| Classement par équipes | Classement par équipes        | Classement par équipes | Classement par équipes |
| Équipe                 | Équipe                        | Pays                   | Temps                  |
| ---------------------- | ----------------------------- | ---------------------- | ---------------------- |
| 1re                    | Team Jayco AlUla              | Australie              | 45 h 01 min 17 s       |
| 2e                     | Cofidis                       | France                 | + 19 s                 |
| 3e                     | Israel-Premier Tech           | Israël                 | + 57 s                 |
| 4e                     | Q36.5 Pro Cycling Team        | Suisse                 | + 1 min 34 s           |
| 5e                     | Lotto Dstny                   | Belgique               | + 1 min 57 s           |
| 6e                     | Uno-X Mobility                | Norvège                | + 2 min 28 s           |
| 7e                     | Tudor Pro Cycling Team        | Suisse                 | + 2 min 43 s           |
| 8e                     | Arkéa-B&B Hotels              | France                 | + 2 min 44 s           |
| 9e                     | Equipo Kern Pharma            | Espagne                | + 2 min 59 s           |
| 10e                    | VF Group-Bardiani CSF-Faizané | Italie                 | + 3 min 09 s           |

### Évolution des classements
| Étape              | Vainqueur          | Classement général | Classement par points | Classement de la montagne | Classement du meilleur jeune | Classement par équipes |
| ------------------ | ------------------ | ------------------ | --------------------- | ------------------------- | ---------------------------- | ---------------------- |
| 1                  | Alexander Kristoff | Alexander Kristoff | Alexander Kristoff    | Jelle Johannink           | Milan Fretin                 | Uno-X Mobility         |
| 2                  | Alexander Kristoff | Alexander Kristoff | Alexander Kristoff    | Jelle Johannink           | Mauro Schmid                 | Uno-X Mobility         |
| 3                  | Kamiel Bonneu      | Magnus Cort        | Alexander Kristoff    | Jelle Johannink           | Kamiel Bonneu                | Israel-Premier Tech    |
| 4                  | Magnus Cort        | Magnus Cort        | Magnus Cort           | Jelle Johannink           | Kevin Vermaerke              | Jayco AlUla            |
| Classements finals | Classements finals | Magnus Cort        | Magnus Cort           | Jelle Johannink           | Kevin Vermaerke              | Jayco AlUla            |